# Allium sieheanum
Allium sieheanum är en amaryllisväxtart som beskrevs av Heinrich Carl Haussknecht och Fania Weissmann- Kollmann. Allium sieheanum ingår i släktet lökar, och familjen amaryllisväxter. Inga underarter finns listade i Catalogue of Life.